# Innervisions
Az 1973-as Innervisions Stevie Wonder tizenhatodik albuma. A kilenc dal különböző témákkal foglalkozik. Az album az ARP szintetizátor használatáról nevezetes. A lemezt gyakorlatilag egyedül Wonder készítette, szinte az összes hangszeren ő játszik. Az album szerepel az 1001 lemez, amit hallanod kell, mielőtt meghalsz című könyvben.

## Az album dalai
|    | Cím                           | Szerző(k)     | Hossz |
| -- | ----------------------------- | ------------- | ----- |
| 1. | Too High                      | Stevie Wonder | 4:36  |
| 2. | Visions                       | Wonder        | 5:23  |
| 3. | Living for the City           | Wonder        | 7:22  |
| 4. | Golden Lady                   | Wonder        | 4:58  |
| 5. | Higher Ground                 | Wonder        | 3:42  |
| 6. | Jesus Children of America     | Wonder        | 4:10  |
| 7. | All in Love Is Fair           | Wonder        | 3:41  |
| 8. | Don't You Worry 'bout a Thing | Wonder        | 4:44  |
| 9. | He's Misstra Know It All      | Wonder        | 5:35  |

## Közreműködők
1. Too High
  - Stevie Wonder – ének, Fender Rhodes, szájharmonika, dob, Moog basszus
  - Jim Gilstrap – háttérvokál
2. Visions
  - Stevie Wonder – ének, Fender Rhodes
  - David "T" Walker – elektromos gitár
3. Living for the City
  - Stevie Wonder – ének, háttérvokál, Fender Rhodes, dob, Moog basszus, T.O.N.T.O. szintetizátor, taps
4. Golden Lady
  - Stevie Wonder – ének, zongora, dob, Moog basszus, T.O.N.T.O. szintetizátor
  - Larry "Nastyee" Latimer – konga
5. Higher Ground
  - Stevie Wonder – ének, Hohner clavinet, dob, Moog basszus
6. Jesus Children of America
  - Stevie Wonder – ének, háttérvokál, Fender rhodes, Hohner clavinet, taps, dob, Moog basszus
7. All in Love Is Fair
  - Stevie Wonder – ének, zongora, Fender Rhodes, dob
  - Scott Edwards – elektromos basszusgitár
8. Don't You Worry 'bout a Thing
  - Stevie Wonder – ének, háttérvokál, zongora, dob, Moog basszus
  - Sheila Wilkerson – bongo
9. He's Misstra Know-It-All
  - Stevie Wonder – ének, háttérvokál, zongora, dob, taps, T.O.N.T.O. szintetizátor, konga
  - Willie Weeks – elektromos basszusgitár

## Külső hivatkozások
- Official site with sound clips